# Halálozások 1990-ben
Ez a szócikk az 1990-es évben elhunyt nevezetes személyeket sorolja fel.

## December
| Dátum        | Név                           | Foglalkozás / tisztség                                                      | Kor | Forrás                                                      |
| ------------ | ----------------------------- | --------------------------------------------------------------------------- | --- | ----------------------------------------------------------- |
| december 31. | Vaszilij Grigorjevics Lazarev | szovjet orvos, űrhajós                                                      | 062 |                                                             |
| december 30. | Füstér Géza                   | magyar-kanadai sakkozó, nemzetközi mester, magyar bajnok, villámsakk bajnok | 080 | –                                                           |
| december 29. | Gál Magda                     | asztaliteniszező                                                            | 083 |                                                             |
| december 24. | Fedor Ágnes                   | író, újságíró, keramikus                                                    | 080 | –                                                           |
| december 23. | Pierre Chenal                 | francia filmrendező                                                         | 086 | [ 1 ]                                                       |
| december 22. | Platthy József                | olimpiai bronzérmes lovas, nyugalmazott huszárezredes, lovaglótanár         | 090 | –                                                           |
| december 21. | Medard Boss                   | svájci pszichiáter                                                          | 087 |                                                             |
| december 21. | Kelly Johnson                 | mérnök, repülőgép-tervező                                                   | 080 | –                                                           |
| december 21. | Kiss Imre                     | politikus, Makó város polgármestere, országgyűlési képviselő                | 084 | –                                                           |
| december 19. | Edmond Delfour                | francia labdarúgó                                                           | 083 | –                                                           |
| december 18. | Anne Revere                   | amerikai színésznő                                                          | 087 |                                                             |
| december 18. | Greta Stevenson               | új-zélandi botanikus és mikológus                                           | 079 |                                                             |
| december 18. | Paul Tortelier                | francia csellista                                                           | 076 |                                                             |
| december 16. | Jackie Mittoo                 | jamaicai billentyűs, dalszerző                                              | 042 | –                                                           |
| december 15. | Jean Paige                    | amerikai színésznő                                                          | 095 |                                                             |
| december 14. | Friedrich Dürrenmatt          | svájci író, drámaíró, képzőművész                                           | 069 | –                                                           |
| december 14. | Francisco Gabilondo Soler     | mexikói zeneszerző                                                          | 083 |                                                             |
| december 14. | Pietro Tordi                  | olasz színész                                                               | 084 | –                                                           |
| december 12. | Giorgio Ghezzi                | olasz labdarúgó                                                             | 060 | –                                                           |
| december 12. | Concha Piquer                 | spanyol színésznő és énekesnő                                               | 083 |                                                             |
| december 10. | Kovács Károly                 | színész                                                                     | 088 | –                                                           |
| december 8.  | Tadeusz Kantor                | lengyel képzőművész és színházi rendező                                     | 075 | Archiválva 2021. június 15-i dátummal a Wayback Machine-ben |
| december 8.  | Lana Marconi                  | román származású francia festő                                              | 073 |                                                             |
| december 8.  | Martin Ritt                   | amerikai színész, filmrendező                                               | 076 |                                                             |
| december 7.  | Joan Bennett                  | amerikai színésznő                                                          | 080 | –                                                           |
| december 7.  | Horst Bienek                  | német író                                                                   | 060 |                                                             |
| december 7.  | Énekes Vilmos                 | Európa-bajnok ökölvívó                                                      | 075 | –                                                           |
| december 6.  | Tunku Abdul Rahman            | malajziai politikus, miniszterelnök (1957–1970)                             | 087 |                                                             |
| december 6.  | Molnár János                  | művelődésügyi miniszterhelyettes                                            | 063 | –                                                           |
| december 3.  | Rolf Hansen                   | német filmrendező, forgatókönyvíró, színész                                 | 085 |                                                             |
| december 2.  | Marc Cerboni                  | olimpiai bronzérmes francia tőrvívó                                         | 035 | –                                                           |
| december 2.  | Aaron Copland                 | amerikai zeneszerző, karmester                                              | 090 | –                                                           |
| december 2.  | Robert Cummings               | amerikai színész (Szabotőr, Gyilkosság telefonhívásra)                      | 082 |                                                             |
| december 2.  | Deák Sándor                   | zeneszerző, politikus, országgyűlési képviselő (1990-1994)                  | 042 | –                                                           |
| december 2.  | Duka János                    | ifjúsági író, folklórgyűjtő                                                 | 083 | –                                                           |
| december 1.  | Sergio Corbucci               | olasz filmrendező                                                           | 062 | –                                                           |
| december 1.  | Pierre Dux                    | francia színész                                                             | 082 |                                                             |

## November
| Dátum        | Név                         | Foglalkozás / tisztség | Kor | Forrás |
| ------------ | --------------------------- | --- | --- | ------ |
| november 29. | Kovács István               | politikus, jogtudós, alkotmányjogász                                                                                                | 069 |        |
| november 28. | Paco Godia                  | spanyol autóversenyző | 069 | –      |
| november 27. | Avro Manhattan              | olasz író | 076 |        |
| november 27. | David White                 | amerikai színész | 074 |        |
| november 26. | Samuel Noah Kramer          | amerikai asszirológus, a sumer történelem és nyelv kutatója                                                                         | 093 |        |
| november 26. | Ludwig von Moos             | svájci politikus, a Szövetségi Tanács tagja (1959–1971), elnöke (1964 és 1969)                                                      | 080 |        |
| november 23. | Roald Dahl                  | norvég származású walesi író, forgatókönyvíró                                                                                       | 074 | –      |
| november 23. | Szécsi Margit               | költő, grafikus, illusztrátor | 062 | –      |
| november 17. | Robert Hofstadter           | Nobel-díjas amerikai fizikus | 075 |        |
| november 15. | Ettore Giannini             | olasz rendező, forgatókönyvíró | 077 |        |
| november 15. | Irina Pavlovna Palej        | orosz és német nemes | 086 | –      |
| november 14. | Leonyid Zaharovics Trauberg | orosz filmrendező, forgatókönyvíró                                                                                                  | 088 | –      |
| november 13. | Don Chaffey                 | brit filmrendező és producer | 073 |        |
| november 12. | Eve Arden                   | Emmy-díjas amerikai színésznő | 082 |        |
| november 11. | Attilio Demaría             | világbajnoki ezüstérmes argentin és világbajnok olasz labdarúgó, csatár, edző                                                       | 081 | –      |
| november 9.  | Dora Söderberg              | svéd színésznő | 090 |        |
| november 8.  | Nils-Reinhardt Christensen  | norvég rendező, színész, forgatókönyvíró, producer                                                                                  | 071 |        |
| november 7.  | Lawrence Durrell            | angol költő, író | 078 | –      |
| november 7.  | Vida Ferenc                 | kommunista jogász, bíró, az 1956-os forradalmat követő megtorlás pereinek egyik leghírhedtebb, legtöbb halálos ítéletet hozó bírója | 079 | –      |
| november 6.  | Imre Samu                   | állami díjas nyelvész, nyelvjáráskutató, a nyelvtudományok kandidátusa (1956), majd doktora (1969)                                  | 073 |        |
| november 4.  | David Stirling              | skót katonatiszt, a brit hadsereg SAS (Special Air Service) nevű brit különleges egységének létrehozója                             | 074 | –      |
| november 3.  | Mary Martin                 | amerikai színésznő | 076 |        |
| november 2.  | Donald A. Wollheim          | amerikai sci-fi szerző | 076 | –      |
| november 1.  | Andory Aladics Zoltán       | romániai magyar okleveles erdőmérnök, fényképész                                                                                    | 091 |        |

## Október
| Dátum       | Név                        | Foglalkozás / tisztség                                                                  | Kor | Forrás |
| ----------- | -------------------------- | --------------------------------------------------------------------------------------- | --- | ------ |
| október 30. | Alfred Sauvy               | francia közgazdász, demográfus, szociológus                                             | 091 |        |
| október 29. | Volker von Collande        | német színész, forgatókönyvíró, rendező                                                 | 076 |        |
| október 28. | Rafael Banquells           | kubai származású mexikói színész és rendező                                             | 073 |        |
| október 27. | Jacques Demy               | francia filmrendező, forgatókönyvíró                                                    | 059 | –      |
| október 27. | Ugo Tognazzi               | olasz színész                                                                           | 068 | –      |
| október 27. | Xavier Cugat               | spanyol zenész                                                                          | 090 | –      |
| október 27. | Volentik Béla              | labdarúgó, edző                                                                         | 082 | –      |
| október 22. | Louis Althusser            | francia marxista filozófus                                                              | 072 |        |
| október 21. | Istókovits Kálmán          | festő, grafikus, a Római iskola illetve a szolnoki művésztelep alkotója                 | 092 | –      |
| október 21. | Kovács György              | erdélyi magyar író, közíró, politikus                                                   | 079 | –      |
| október 20. | Américo Hoss               | magyar-argentin operatőr                                                                | 074 | –      |
| október 20. | Alma Theodora Lee          | ausztrál botanikus                                                                      | 078 |        |
| október 20. | Joel McCrea                | amerikai színész                                                                        | 084 |        |
| október 19. | Kun Ágnes                  | Kun Béla lánya                                                                          | 075 | –      |
| október 17. | Szergej Andrejevics Alimov | szovjet nemzetközi labdarúgó-játékvezető                                                | 069 | –      |
| október 16. | Art Blakey                 | amerikai jazz-dobos, zenekarvezető                                                      | 071 | –      |
| október 15. | Delphine Seyrig            | francia színpadi és filmszínésznő, filmrendező, politikai aktivista                     | 058 | –      |
| október 15. | Berczelly Tibor            | háromszoros olimpiai bajnok kardvívó, tőrvívó, sportlövő, mesteredző                    | 078 | –      |
| október 15. | Oravecz Paula              | József Attila-díjas (1961) író                                                          | 086 |        |
| október 15. | Wilhelm Magnus             | amerikai matematikus                                                                    | 083 | –      |
| október 14. | Leonard Bernstein          | amerikai zeneszerző, karmester                                                          | 072 | –      |
| október 13. | Bakucz József              | Kassák Lajos-díjas költő, műfordító, a határon túli modern magyar költészet képviselője | 061 | –      |
| október 13. | Lê Đức Thọ                 | vietnámi Nobel-békedíjas politikus                                                      | 067 | –      |
| október 10. | Carlos Thompson            | argentin színész és író                                                                 | 067 |        |
| október 9.  | Ottlik Géza                | Kossuth és József Attila-díjas magyar író, műfordító, szakíró                           | 078 |        |
| október 7.  | Juan José Arévalo          | guatemalai politikus, köztársasági elnök (1945–1951)                                    | 086 | [ 2 ]  |
| október 7.  | Chiara Badano              | a Fokoláre mozgalom fiatalja                                                            | 018 | –      |
| október 7.  | Rásid bin Szaíd Al Maktúm  | az Egyesült Arab Emírségek elnöke                                                       | 078 |        |
| október 7.  | Vasvári Anna               | Munkácsy-díjas karikaturista, divattervező                                              | 067 | –      |
| október 4.  | Luciano Catenacci          | olasz színész                                                                           | 057 | –      |
| október 2.  | Xosé María Díaz Castro     | galiciai költő és műfordító                                                             | 076 |        |
| október 1.  | Curtis LeMay               | amerikai tábornok a második világháború idején (Az Amerikai Egyesült Államok Légiereje) | 083 |        |

## Szeptember
| Dátum          | Név                   | Foglalkozás / tisztség                                                         | Kor | Forrás |
| -------------- | --------------------- | ------------------------------------------------------------------------------ | --- | ------ |
| szeptember 30. | Michel Leiris         | francia író, etnológus                                                         | 089 |        |
| szeptember 30. | Rudolf Jahn           | német politikus                                                                | 083 |        |
| szeptember 30. | Patrick White         | Nobel-díjas ausztrál regény- és drámaíró                                       | 078 |        |
| szeptember 28. | Darányi József        | atléta, súlylökő                                                               | 085 |        |
| szeptember 26. | Alberto Moravia       | olasz író                                                                      | 082 |        |
| szeptember 23. | Ladányi László        | jogász, újságíró, sinológus, jezsuita pap                                      | 076 |        |
| szeptember 21. | Krémer Manci          | színésznő, primadonna, bábszínész                                              | 082 |        |
| szeptember 18. | Décsi Gyula           | ügyvéd, rendőrtiszt, ÁVH-s alezredes, a Rákosi-kormány igazságügy-minisztere   | 071 |        |
| szeptember 16. | Koós Zsófia           | színésznő, id. Kós Károly lánya                                                | 074 | –      |
| szeptember 15. | Domon Ken             | japán fotográfus                                                               | 080 |        |
| szeptember 11. | Frederick Fyvie Bruce | amerikai bibliakritikus                                                        | 079 |        |
| szeptember 11. | Myrna Mack            | guatemalai antropológus                                                        | 040 |        |
| szeptember 10. | Rozsnyai Zoltán       | magyar származású, amerikai zeneszerző, karmester                              | 064 | –      |
| szeptember 9.  | Nicola Abbagnano      | olasz egzisztencialista filozófus                                              | 089 |        |
| szeptember 9.  | Samuel Kanyon Doe     | libériai politikus, köztársasági elnök (1980–1990)                             | 039 |        |
| szeptember 7.  | Bencze Ferenc         | színész                                                                        | 065 | –      |
| szeptember 7.  | Ahti Karjalainen      | finn politikus, miniszterelnök (1962–1963 és 1970–1971)                        | 067 |        |
| szeptember 7.  | A. J. P. Taylor       | brit történész                                                                 | 084 |        |
| szeptember 5.  | Beppo Brem            | német színész                                                                  | 084 |        |
| szeptember 4.  | Irene Dunne           | amerikai színésznő                                                             | 091 | –      |
| szeptember 2.  | Erich Herker          | Európa-bajnok, világbajnoki ezüstérmes, olimpiai bronzérmes német jégkorongozó | 084 |        |

## Augusztus
| Dátum         | Név                      | Foglalkozás / tisztség                                                               | Kor | Forrás |
| ------------- | ------------------------ | ------------------------------------------------------------------------------------ | --- | ------ |
| augusztus 28. | Ladányi Gedeon           | gyorskorcsolyázó, kerékpárversenyző, szakíró, olimpikon                              | 076 | –      |
| augusztus 28. | Willy Vandersteen        | flamand képregényalkotó                                                              | 077 |        |
| augusztus 27. | Stevie Ray Vaughan       | amerikai gitáros, zeneszerző, énekes                                                 | 035 | –      |
| augusztus 25. | David Hampshire          | brit autóversenyző                                                                   | 072 | –      |
| augusztus 20. | Rudolf Gellesch          | német labdarúgó                                                                      | 076 | –      |
| augusztus 20. | Maurice Gendron          | francia csellista                                                                    | 069 |        |
| augusztus 18. | Grethe Ingmann           | dán énekesnő                                                                         | 052 |        |
| augusztus 18. | Burrhus Frederic Skinner | amerikai pszichológus, író                                                           | 086 | –      |
| augusztus 17. | Abody Béla               | József Attila-díjas író, műfordító, irodalmi- és zenekritikus, humorista, szerkesztő | 059 |        |
| augusztus 15. | Viktor Robertovics Coj   | szovjet rock-zenész, költő és színész, a Kino zenekar vezetője                       | 028 | –      |
| augusztus 12. | Dorothy Mackaill         | amerikai színésznő                                                                   | 087 |        |
| augusztus 9.  | Joe Mercer               | angol labdarúgó és labsdarúgóedző                                                    | 076 |        |
| augusztus 8.  | Dorothy Appleby          | amerikai színésznő                                                                   | 084 | [ 3 ]  |
| augusztus 6.  | Charles Arnt             | amerikai színész                                                                     | 083 |        |
| augusztus 6.  | Gordon Bunshaft          | amerikai építész                                                                     | 081 |        |
| augusztus 3.  | Betty Amann              | német-amerikai színésznő                                                             | 085 |        |
| augusztus 3.  | Nella Maria Bonora       | olasz színésznő                                                                      | 086 |        |
| augusztus 3.  | Erdős Péter              | közgazdász                                                                           | 080 | –      |
| augusztus 1.  | Norbert Elias            | német szociológus, író                                                               | 093 | –      |

## Július
| Dátum      | Név                             | Foglalkozás / tisztség                                                  | Kor | Forrás |
| ---------- | ------------------------------- | ----------------------------------------------------------------------- | --- | ------ |
| július 31. | Fernando Sancho                 | spanyol színész                                                         | 074 |        |
| július 29. | Bruno Kreisky                   | osztrák politikus, kancellár (1970-1983)                                | 079 | –      |
| július 28. | Jill Esmond                     | angol színésznő                                                         | 082 |        |
| július 27. | Elizabeth Allan                 | angol színésznő                                                         | 080 |        |
| július 27. | Bobby Day                       | amerikai rockzenész és -énekes                                          | 062 |        |
| július 25. | Jean Fourastié                  | francia közgazdász                                                      | 083 |        |
| július 25. | Alfredo Pián                    | argentin autóversenyző                                                  | 077 |        |
| július 24. | Arthur Arno Wachmann            | német csillagász                                                        | 088 |        |
| július 23. | Hajdu Mihály                    | Erkel Ferenc-díjas zeneszerző                                           | 081 | –      |
| július 22. | Manuel Puig                     | argentin író                                                            | 057 |        |
| július 20. | Szergej Ioszifovics Paradzsanov | Grúziában született, örmény (szovjet) filmrendező, színész, képzőművész | 066 | –      |
| július 18. | André Chastel                   | francia művészettörténész                                               | 077 |        |
| július 18. | Jun Boszon                      | dél-koreai politikus, államfő (1960-1962)                               | 092 |        |
| július 16. | Miguel Muñoz                    | spanyol labdarúgó, edző                                                 | 068 | –      |
| július 15. | Margaret Lockwood               | brit színésznő                                                          | 073 |        |
| július 13. | Lois Moran                      | amerikai színésznő                                                      | 081 |        |
| július 13. | Laura Perls                     | német pszichoanalitikus                                                 | 084 |        |
| július 11. | Aino Taube                      | svéd színésznő                                                          | 078 | –      |
| július 10. | Képessy József                  | színész, rendező                                                        | 073 | –      |
| július 8.  | Howard Duff                     | amerikai színész                                                        | 076 |        |
| július 8.  | Hans Faverey                    | holland költő                                                           | 056 |        |
| július 7.  | Cazuza                          | brazil zeneszerző és énekes                                             | 032 |        |
| július 6.  | Blaskovics József               | műfordító, nyelvész, turkológus professzor                              | 080 | –      |
| július 6.  | Podmaniczky Félix               | filmrendező, forgatókönyvíró, huszárhadnagy                             | 076 | –      |
| július 1.  | Ivan Alekszandrovics Szerov     | szovjet állambiztonsági tiszt, a KGB elnöke (1958-1958)                 | 084 |        |

## Június
| Dátum      | Név                     | Foglalkozás / tisztség                                                                                | Kor | Forrás |
| ---------- | ----------------------- | --- | --- | ------ |
| június 29. | Drégely László          | festőművész, díszlettervező, szobrász                                                                 | 058 |        |
| június 28. | Gyöngy Pál              | zeneszerző                                                                                            | 087 |        |
| június 27. | Szellay Alice           | színésznő                                                                                             | 072 | –      |
| június 26. | Kádár János             | romániai magyar újságíró, szerkesztő                                                                  | 081 | –      |
| június 26. | Manuel de Pedrolo       | katalán író                                                                                           | 072 |        |
| június 26. | Varga Ferenc            | labdarúgó                                                                                             | 065 | –      |
| június 25. | Szathmáry György        | költő, műfordító                                                                                      | 061 |        |
| június 24. | Germán Suárez Flamerich | venezuelai politikus, államelnök (1950–1952)                                                          | 083 |        |
| június 23. | Reinhold Olesch         | német nyelvész                                                                                        | 079 |        |
| június 22. | Ilja Frank              | Nobel-díjas szovjet fizikus                                                                           | 081 |        |
| június 21. | June Christy            | amerikai énekesnő                                                                                     | 064 |        |
| június 20. | Ina Balin               | amerikai színésznő                                                                                    | 052 |        |
| június 18. | Štefan Čambal           | csehszlovák válogatott, világbajnoki ezüstérmes szlovák labdarúgó, edző                               | 081 | –      |
| június 14. | Erna Berger             | német operaénekesnő                                                                                   | 089 |        |
| június 12. | Terence O'Neill         | északír politikus, miniszterelnök (1963–1969)                                                         | 075 |        |
| június 11. | Bakó Árpád              | romániai magyar pedagógus, atléta                                                                     | 075 | –      |
| június 11. | Vaso Čubrilović         | politikus, történész, merénylő, részt vett a Ferenc Ferdinánd főherceg elleni szarajevói merényletben | 093 | –      |
| június 11. | Seosamh Mac Grianna     | ír író                                                                                                | 089 |        |
| június 11. | Oldřich Nejedlý         | cseh labdarúgó                                                                                        | 080 | –      |
| június 10. | Képessy József          | színész, rendező                                                                                      | 073 |        |
| június 8.  | José Figueres Ferrer    | Costa Rica-i politikus, államelnök (1948–1949 és 1953–1958 és 1970–1974)                              | 083 |        |
| június 8.  | Rex Harrison            | angol színpadi- és filmszínész                                                                        | 082 |        |
| június 6.  | Aurora de Albornoz      | spanyol költő, író, irodalomkritikus                                                                  | 064 |        |
| június 6.  | Darvas Ibolya           | opera-énekesnő                                                                                        | 084 | –      |
| június 6.  | Vécsey Elvira           | táncosnő, balettmester, úrlovas, operaházi tag                                                        | 084 | –      |
| június 3.  | Stiv Bators             | amerikai punk rock énekes, gitáros                                                                    | 040 |        |
| június 3.  | Robert Noyce            | amerikai fizikus, elektromérnök, üzletember, az Intel Corporation egyik megalapítója                  | 062 |        |
| június 2.  | Jack Gilford            | amerikai színész                                                                                      | 081 |        |
| június 1.  | Eric Barker             | angol színész, komikus, író, forgatókönyvíró                                                          | 078 | –      |

## Május
| Dátum     | Név                 | Foglalkozás / tisztség                                               | Kor | Forrás |
| --------- | ------------------- | -------------------------------------------------------------------- | --- | ------ |
| május 29. | Yves Brayer         | francia festő, illusztrátor, díszlettervező                          | 082 |        |
| május 28. | Husszein Onn        | malajziai politikus, miniszterelnök (1976–1981)                      | 068 |        |
| május 28. | Óno Taiicsi         | japán mérnök                                                         | 078 |        |
| május 27. | Bezzegh László      | Kossuth-díjas tervezőmérnök                                          | 072 | –      |
| május 25. | Vic Tayback         | amerikai színész                                                     | 060 |        |
| május 23. | Affandi             | indonéziai képzőművész                                               | 083 | –      |
| május 22. | Rocky Graziano      | olasz származású amerikai ökölvívó                                   | 071 |        |
| május 18. | Jill Ireland        | angol színésznő, énekes                                              | 054 | –      |
| május 17. | Auguste Jordan      | osztrák születésű, francia válogatott labdarúgó, edző                | 081 | –      |
| május 17. | Carlos Riquelme     | mexikói színész                                                      | 076 |        |
| május 16. | Sammy Davis Jr.     | amerikai előadóművész                                                | 064 | –      |
| május 16. | Jim Henson          | amerikai bábművész, filmrendező, animátor, forgatókönyvíró           | 053 |        |
| május 15. | Bíró Lucián         | katolikus egyházi író                                                | 092 |        |
| május 13. | Gyurkó István       | erdélyi magyar zoológus, hidrobiológus, állatökológus                | 066 |        |
| május 11. | Balázs Júlia        | csillagász                                                           | 083 | –      |
| május 11. | Heidemarie Hatheyer | osztrák színésznő                                                    | 072 |        |
| május 10. | Susan Oliver        | Emmy-díjas amerikai színésznő                                        | 058 |        |
| május 10. | Walker Percy        | amerikai író                                                         | 073 |        |
| május 8.  | Luigi Nono          | olasz zeneszerző                                                     | 066 | –      |
| május 8.  | Jakab Ilona         | erdélyi magyar festőművész                                           | 060 |        |
| május 7.  | Gombó Pál           | magyar újságíró, író, humorista                                      | 070 | –      |
| május 6.  | Charles Farrell     | amerikai színész (A hetedik mennyország, Street Angel)               | 089 |        |
| május 6.  | Lotte Jacobi        | német-amerikai fotográfus, fotóriporter                              | 093 |        |
| május 5.  | Walter Bruch        | német villamosmérnök, a PAL színes televíziós rendszer kifejlesztője | 082 |        |
| május 4.  | Emily Remler        | amerikai dzsesszgitáros                                              | 032 |        |

## Április
| Dátum       | Név                             | Foglalkozás / tisztség                                                                   | Kor | Forrás |
| ----------- | ------------------------------- | ---------------------------------------------------------------------------------------- | --- | ------ |
| április 30. | Mario Pizziolo                  | világbajnok olasz labdarúgó, edző                                                        | 080 | –      |
| április 23. | Paulette Goddard                | amerikai színésznő                                                                       | 079 |        |
| április 22. | Csoór István                    | magyar író, helytörténész                                                                | 079 | –      |
| április 22. | Albert Salmi                    | amerikai színész                                                                         | 062 | [ 4 ]  |
| április 18. | Bob Drake                       | amerikai autóversenyző                                                                   | 070 | –      |
| április 18. | Robert D. Webb                  | amerikai filmrendező                                                                     | 087 |        |
| április 17. | Ralph David Abernathy           | amerikai baptista lelkész, fekete polgárjogi aktivista                                   | 064 | –      |
| április 17. | Angelo Schiavio                 | olimpiai bronzérmes és világbajnok olasz labdarúgó, edző                                 | 084 | –      |
| április 15. | Greta Garbo                     | svéd színésznő                                                                           | 084 | –      |
| április 14. | Ahmed Balafredzs                | marokkói politikus, miniszterelnök (1958)                                                | 081 | –      |
| április 14. | Günther Krupkat                 | német sci-fi szerző                                                                      | 084 | –      |
| április 14. | Georges Lacombe                 | francia filmrendező                                                                      | 087 |        |
| április 14. | Marco Aurelio Robles            | panamai politikus, köztársasági elnök (1964–1968)                                        | 084 |        |
| április 14. | Sabicas                         | spanyol flamencogitáros                                                                  | 078 | –      |
| április 14. | Luis Trenker                    | dél-tiroli osztrák építész, hegymászó, színész, filmrendező, író                         | 097 |        |
| április 9.  | Wolfgang Junker                 | német politikus                                                                          | 061 | –      |
| április 8.  | Bellan Roos                     | svéd színésznő                                                                           | 088 |        |
| április 8.  | Ryan White                      | amerikai diák, AIDS-aktivista                                                            | 018 |        |
| április 7.  | Ronald Evans                    | amerikai űrhajós                                                                         | 056 |        |
| április 6.  | Peter Doherty                   | ír labdarúgó                                                                             | 076 |        |
| április 6.  | Jevgenyij Jakovlevics Szavickij | a II. világháború szovjet ászpilótája, a Szovjetunió kétszeres hőse, a légierő marsallja | 079 |        |
| április 4.  | Bernhard Rensch                 | német evolúció-biológus, neuro-fiziológus, filozófus                                     | 090 |        |
| április 4.  | Vermes Miklós                   | Kossuth-díjas tankönyvíró és kísérletező                                                 | 085 |        |
| április 3.  | Ács József                      | festő                                                                                    | 075 |        |
| április 2.  | Aldo Fabrizi                    | olasz színész, filmrendező, forgatókönyvíró                                              | 084 |        |
| április 1.  | Vándor József                   | színész                                                                                  | 068 |        |

## Március
| Dátum       | Név                         | Foglalkozás / tisztség                                                                                         | Kor | Forrás |
| ----------- | --------------------------- | --- | --- | ------ |
| március 31. | Piera Aulagnier             | olasz származású francia pszichoanalitikus és pszichiáter                                                      | 066 |        |
| március 30. | Mikes Imre                  | magyar újságíró, szerkesztő, író                                                                               | 090 | –      |
| március 25. | Ricardo Carballo Calero     | galiciai nyelvész, író, irodalomkritikus                                                                       | 079 |        |
| március 25. | Bertil Linde                | olimpiai és világbajnoki ezüstérmes, Európa-bajnok, országos bajnok svéd jégkorongozó, bandyjátékos, labdarúgó | 083 | –      |
| március 25. | Alice Sapritch              | örmény származású francia színésznő                                                                            | 073 |        |
| március 20. | Maurice Cloche              | francia filmrendező, forgatókönyvíró és producer                                                               | 082 |        |
| március 20. | Lev Ivanovics Jasin         | szovjet válogatott labdarúgókapus                                                                              | 060 | –      |
| március 19. | Bán Imre                    | irodalomtörténész                                                                                              | 084 | –      |
| március 19. | Leopold Neumer              | osztrák és német válogatott labdarúgó                                                                          | 071 | –      |
| március 19. | Andrew Wood                 | amerikai rockzenész és -énekes                                                                                 | 024 |        |
| március 17. | Capucine                    | francia származású amerikai színésznő, fotómodell                                                              | 062 | –      |
| március 17. | Ric Grech                   | brit rockzenész                                                                                                | 043 |        |
| március 15. | Orlando Pelayo              | spanyol festő                                                                                                  | 069 |        |
| március 13. | Bruno Bettelheim            | osztrák származású amerikai gyermekpszichológus és író                                                         | 086 | –      |
| március 13. | Ernst Goldenbaum            | német politikus                                                                                                | 091 | –      |
| március 13. | Juan Antonio Vallejo-Nágera | spanyol író és pszichiáter                                                                                     | 063 |        |
| március 12. | Rosamond Lehmann            | amerikai író, műfordító                                                                                        | 089 |        |
| március 8.  | Karin Kavli                 | svéd színésznő                                                                                                 | 083 |        |
| március 7.  | Claude Arrieu               | francia zeneszerző                                                                                             | 086 |        |
| március 7.  | Tóth Mihály                 | válogatott labdarúgó                                                                                           | 063 | –      |
| március 7.  | Carl Alvar Wirtanen         | amerikai csillagász                                                                                            | 079 |        |
| március 6.  | Dohy János                  | Széchenyi-díjas fitopatológus                                                                                  | 084 | –      |
| március 6.  | Kagava Taró                 | japán labdarúgó                                                                                                | 067 | –      |
| március 6.  | Adam Papée                  | olimpiai bronzérmes (1928 és 1932) lengyel vívó                                                                | 094 |        |
| március 5.  | Edmund Conen                | német labdarúgó, edző                                                                                          | 075 | –      |
| március 5.  | Ibos Ferenc                 | szerkesztő, újságíró                                                                                           | 067 | –      |
| március 5.  | Gary Merrill                | amerikai színész (Mindent Éváról)                                                                              | 074 |        |
| március 5.  | Gina Pane                   | olasz művész, a Body art és performance képviselője                                                            | 050 | –      |
| március 3.  | Charlotte Moore Sitterly    | amerikai csillagász                                                                                            | 091 |        |

## Február
| Dátum       | Név                   | Foglalkozás / tisztség                                                                                  | Kor | Forrás                                                     |
| ----------- | --------------------- | --- | --- | ---------------------------------------------------------- |
| február 24. | Sandro Pertini        | olasz politikus, az Olasz Köztársasági elnöke (1978-1985), újságíró, egykori partizán                   | 093 |                                                            |
| február 24. | Johnnie Ray           | amerikai énekes, zongorista, dalszerző                                                                  | 063 | –                                                          |
| február 23. | José Napoleón Duarte  | salvadori politikus, államelnök (1984–1989)                                                             | 064 |                                                            |
| február 23. | M. Gavin              | az Amerikai Egyesült Államok legfiatalabb tábornoka a második világháborúban                            | 082 | –                                                          |
| február 22. | Václav Tereba         | világbajnok csehszlovák asztaliteniszező                                                                | 071 | –                                                          |
| február 21. | Erdős Péter           | jogász, menedzser, a magyar popzenei világ irányítója a Kádár-rendszer alatt                            | 064 | –                                                          |
| február 21. | Kaszás Gábor          | labdarúgó                                                                                               | 042 | –                                                          |
| február 19. | Janusz Paluszkiewicz  | lengyel színész                                                                                         | 077 |                                                            |
| február 19. | Michael Powell        | angol filmrendező                                                                                       | 084 |                                                            |
| február 19. | Hernádi Pál           | labdarúgó                                                                                               | 070 | –                                                          |
| február 18. | Tor Isedal            | svéd színész                                                                                            | 065 |                                                            |
| február 17. | Robert Bernard        | német labdarúgó                                                                                         | 076 | –                                                          |
| február 16. | Keith Haring          | amerikai pop-art és graffiti művész, társadalmi aktivista                                               | 031 | –                                                          |
| február 15. | Michel Drach          | francia filmrendező és forgatókönyvíró                                                                  | 059 |                                                            |
| február 15. | Frans Kellendonk      | holland író és műfordító                                                                                | 039 |                                                            |
| február 14. | José Luis Panizo      | spanyol-baszk labdarúgó, csatár                                                                         | 068 |                                                            |
| február 12. | Jeszenszky Ferenc     | jogász, Magyar Nemzeti Bank vezérigazgatója (1946-1952)                                                 | 084 | –                                                          |
| február 11. | Léopold Anoul         | belga labdarúgó                                                                                         | 067 |                                                            |
| február 10. | Knut Hansson          | svéd labdarúgó                                                                                          | 078 |                                                            |
| február 9.  | Hajmássy Miklós       | színész, színigazgató                                                                                   | 089 |                                                            |
| február 8.  | Del Shannon           | amerikai énekes                                                                                         | 055 | –                                                          |
| február 7.  | Karády Katalin        | színésznő, sanzonénekes                                                                                 | 079 | –                                                          |
| február 7.  | Alan Perlis           | amerikai informatikus, az ALGOL programozási nyelv egyik megalkotója                                    | 067 |                                                            |
| február 6.  | Haraszthy Gyula       | irodalomtörténész, könyvtáros, a Magyar Tudományos Akadémia Könyvtárának igazgatója 1953 és 1960 között | 079 | –                                                          |
| február 6.  | Jimmy Van Heusen      | amerikai zeneszerző, dalszerző                                                                          | 077 |                                                            |
| február 4.  | Berta Karlik          | osztrák fizikus                                                                                         | 096 |                                                            |
| február 2.  | Paul Ariste           | észt nyelvész, finnugrista                                                                              | 084 | –                                                          |
| február 1.  | Lauritz Falk          | svéd-norvég színész                                                                                     | 080 |                                                            |
| február 1.  | Jane Novak            | amerikai színésznő                                                                                      | 094 |                                                            |
| február 1.  | Sziveri János         | Sinkó Ervin-díjas (1978) költő                                                                          | 035 | –                                                          |
| február 1.  | Antonio Ubieto Arteta | spanyol történész és filológus                                                                          | 066 | Archiválva 2017. június 8-i dátummal a Wayback Machine-ben |
| február 1.  | Jadwiga Wajs          | lengyel diszkoszvetőnő                                                                                  | 078 | –                                                          |

## Január
| Dátum      | Név                           | Foglalkozás / tisztség                                               | Kor | Forrás |
| ---------- | ----------------------------- | -------------------------------------------------------------------- | --- | ------ |
| január 31. | Döbrentey Gábor               | festőművész, restaurátor                                             | 092 | –      |
| január 31. | Hazel Schmoll                 | amerikai botanikus                                                   | 099 | –      |
| január 30. | Werner Eichhorn               | német sinológus                                                      | 090 | –      |
| január 28. | Flórián Tibor                 | sakkozó, nemzetközi mester, szakíró                                  | 070 | –      |
| január 27. | Helen Jerome Eddy             | amerikai színésznő                                                   | 092 |        |
| január 26. | Bob Gerard                    | brit autóversenyző és üzletember                                     | 076 |        |
| január 26. | Dorothée Le Maître            | francia geológus és őslénykutató                                     | 093 | –      |
| január 26. | Lewis Mumford                 | amerikai történész, szociológus, irodalomkritikus                    | 094 |        |
| január 25. | Dámaso Alonso                 | spanyol író, filológus                                               | 091 |        |
| január 25. | Ava Gardner                   | amerikai színésznő                                                   | 067 | –      |
| január 24. | Madge Bellamy                 | amerikai színésznő                                                   | 090 |        |
| január 24. | Araken Patusca                | brazil labdarúgó                                                     | 084 | –      |
| január 22. | Mariano Rumor                 | olasz kereszténydemokrata politikus, miniszterelnök (1968–1974)      | 074 |        |
| január 22. | Roman Vishniac                | orosz-zsidó származású amerikai zoológus, történész és fotográfus    | 092 |        |
| január 21. | Macskásy Előd                 | magyar-kanadai matematikus, sakkozó                                  | 070 |        |
| január 20. | Barbara Stanwyck              | amerikai színésznő                                                   | 082 | –      |
| január 19. | Radzsnís Csandra Mohan Dzsain | indiai spirituális vezető, vallás alapító                            | 085 | –      |
| január 18. | Melanie Appleby               | brit énekesnő (Mel & Kim)                                            | 023 |        |
| január 18. | Kis József                    | Kossuth- és Balázs Béla-díjas filmrendező, forgatókönyvíró           | 072 | –      |
| január 16. | Ipper Pál                     | újságíró                                                             | 062 | –      |
| január 15. | Barátosi József               | barlangkutató                                                        | 080 | –      |
| január 15. | Bátor Béla                    | gépészmérnök, a műszaki tudományok kandidátusa (1966)                | 068 | –      |
| január 15. | František Douda               | olimpiai bronzérmes, csehszlovák atléta, súlylökő                    | 081 | –      |
| január 15. | Ross Hill                     | amerikai színész, Terence Hill fia                                   | 016 |        |
| január 13. | Kalmár Jenő                   | válogatott labdarúgó, edző                                           | 081 | –      |
| január 10. | Juliet Berto                  | francia színésznő és filmrendező                                     | 042 |        |
| január 9.  | Bazilio Olara-Okello          | ugandai politikus, államelnök (1985)                                 | 061 | –      |
| január 9.  | Cemal Sureya                  | kurd származású török költő, író                                     | 059 |        |
| január 8.  | Terry-Thomas                  | brit színész                                                         | 078 |        |
| január 6.  | Pavel Alekszejevics Cserenkov | Nobel-díjas szovjet fizikus                                          | 085 | –      |
| január 6.  | Horváth Árpád                 | technika- és tudománytörténeti író, vegyészmérnök                    | 082 | –      |
| január 5.  | Alliquander Ödön              | bányamérnök                                                          | 075 | –      |
| január 5.  | Arthur Kennedy                | amerikai színész                                                     | 075 |        |
| január 4.  | Alberto Lleras Camargo        | kolumbiai újságíró és politikus, államelnök (1945–1946 és 1958–1962) | 083 |        |
| január 4.  | Olaf Ussing                   | dán színész                                                          | 082 |        |
| január 1.  | Xavier Abril                  | perui költő, irodalomkritikus                                        | 084 |        |
| január 1.  | Endrődy Ágoston               | honvéd alezredes, olimpikon, lovaglótanár                            | 087 | –      |
| január 1.  | Patrick Kelly                 | afroamerikai divattervező                                            | 035 |        |